# Jmol
Jmol ist ein Computerprogramm zur räumlichen Darstellung von Molekülen. Es steht unter der GNU Lesser General Public License. Da es in Java programmiert wurde, ist es weitgehend plattformunabhängig. Ein Java-Applet von Jmol findet bei der Darstellung von Molekülen im Webbrowser Verwendung.  beispielsweise innerhalb der Protein Data Bank. Es implementiert und erweitert die Standards SMILES und SMARTS. Die Software bietet verschiedene Darstellungsmöglichkeiten, wie Stab-, Kugel-Stab- und Kalottenmodell, Punktwolke und Van-der-Waals-Oberfläche. Auch Kristallstrukturen lassen sich darstellen.
Vieles kann in Jmol mit der Maus gesteuert werden, beispielsweise lassen sich die Moleküle um alle Raumachsen drehen und in der Größe verändern. Außerdem kann man Atomabstände und Winkel vermessen. Darüber hinaus verfügt Jmol über eine eigene Scriptsprache, die Syntaxelemente von RasMol und MDL Chime geerbt hat.